# Wierchnije Tatyszły
Wierchnije Tatyszły (ros. Верхние Татышлы) – wieś (ros. село, trb. sieło) w Rosji, w Baszkortostanie. W 2010 roku liczyła 6645 mieszkańców.